# 水上村 (岐阜県)
水上村（みずかみむら）は、かつて岐阜県恵那郡に存在した村。
現在の瑞浪市陶町水上に該当する。

## 大字・字
- 大字:無し
- 字:田の尻、向竈、坂下、梅の木、西の前、入ケ洞、瀧坂、向田、城戸、濱岩場、中島、栃の入、平關屋、澤の尻、日向、市場、上久手、下久手

## 歴史
- 平安時代は遠山荘の淡気郷の一部。
- 戦国時代は小里氏の領地。
- 江戸時代当初は旗本・小里氏の領地であったが、元和9年（1623年）小里氏の断絶により幕府領となる。
- 1889年（明治22年）7月1日 - 町村制により水上村が発足。
- 1897年（明治30年）4月1日 - 大川村、猿爪村と合併し、陶村が発足。同日水上村は廃止。